# Limão com Mel

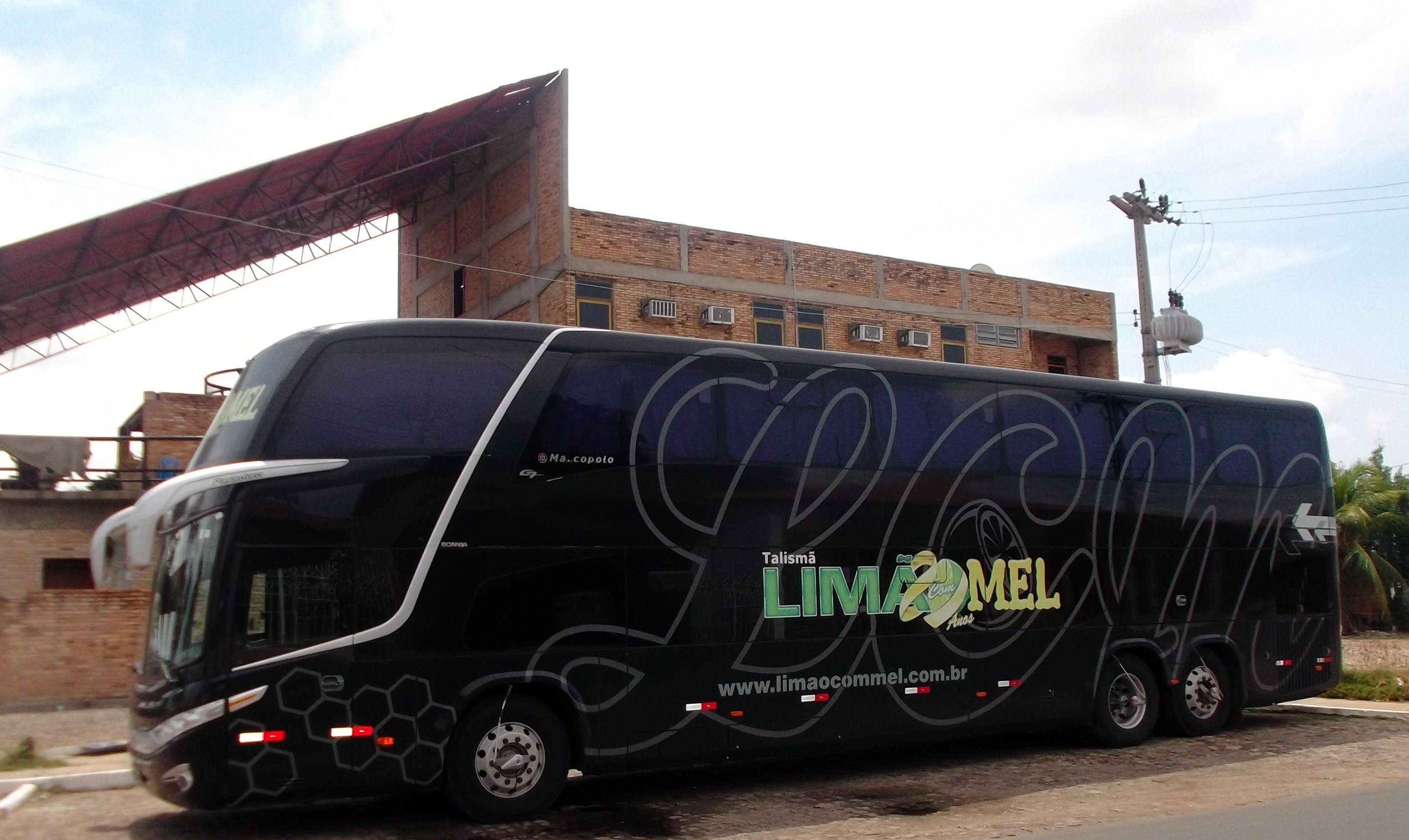
Ônibus da banda.

Limão com Mel é uma banda brasileira de forró eletrônico, formada em Salgueiro, Pernambuco, no ano de 1993 pelo radialista e empresário Ailton Souza.
Atualmente, tem como vocalistas: Edson Lima e Adma Andrade.

## História
Tudo começou quando Aílton Souza criou a banda baile chamada Talismã. Devido ao sucesso que o forró eletrônico vinha alcançando, ele decidiu transformá-la em uma banda de forró, a qual chamou de "Limão com Mel". A banda começou em 1993. Seu primeiro LP, foi lançado em 1995, na região de Pernambuco, com a primeira canção de sucesso, "Anjo Querubim". Em 1996 lançaram seu primeiro CD, onde venderam 100 mil cópias. Sua primeira formação tinha como vocalistas apenas Edson Lima e Ângela Espíndola. Batista Lima e Simara Pires entraram no grupo em 1995, mas não participaram dos primeiros dois discos; somente no terceiro álbum, em 1997, do estrondoso sucesso "De Janeiro a Janeiro", é que a dupla pôs voz em algumas faixas, a exemplo de "Frente a Frente" e "Loucura de Amor". O grupo teve seu espaço consolidado no forró. Edson Lima sai da Limão com Mel em 2001 e monta a banda Gatinha Manhosa, deixando seu irmão Batista Lima a frente dos vocais e da direção musical do grupo, com igual sucesso.
A banda já vendeu três milhões e meio de discos, e tem fãs espalhados por todo o Brasil. Já recebeu vários discos de ouro e de platina.
A Limão com Mel já se apresentou em vários programas de TV, como os dos apresentadores Raul Gil, Hebe Camargo, Gilberto Barros, além de programas como Domingo Legal, Ratinho Livre, Central da Periferia entre outros, e programas regionais de Pernambuco como Muito Mais e Interativo (TV Jornal), Tribuna Show e Pra Você (TV Tribuna).

## Grandes sucessos
Nesses quase 30 anos de carreira, a banda Limão com Mel já emplacou inúmeros sucessos. Alguns deles são: Um Sonho de Amor, Anjo Querubim, De Janeiro a Janeiro, Não Quero Mais, Pensando Bem, Meu Neguinho, Toma conta de Mim, Ainda é Tempo, E tome Amor, Desejos e Loucuras, Invernos e Verões, Frente a Frente, Vivendo de Solidão, Toda Sua, Dependentes, Esse Amor é Mil, Veneno, Brinquedo de Amor, Um Amor De Novela, Paixão x Paixão, O Espetáculo, Máquina do Tempo, 40 Graus de Amor, Seu e-mail, Pra Sempre, Por Que Não Vê, Deixe O Tempo Passar, Voltei, Viagens E Emoções, entre muitos outros.

## Ex-integrantes

### Vocalistas
- Ary Silva (1993)
- Vânia Belo (2003)[9]
- Johnny Cortês (2002-2005)[10]
- Amara Barros (2004-2006)[11]
- Ângela Espíndola (1993-2007)[12]
- Simara Pires (1995-2007)[13]
- Roberta Fiuza (2007)[14]
- Jeanne Lima (2007-2010)[15]
- Júnior Ivo (2010)[16]
- Mel Rios (2010-2011)[17]
- Mara Lima (2009-2011)[17]
- Aline Ataíde (2011-2013)[18]
- O'hara Ravick (2012-2014)[19]
- Batista Lima (1995-2014)[20]
- César Salles (2006-2016)[21]
- Michele Andrade (2014-2017)[22]
- Kley Donatti (2016-2018)[23]
- Raphael Marrone (2018-2020)[24]
- Diego Rafael (2011[25]-2021)[26]

### Outros músicos
- Andressa Lima: Backing vocal (1997-2001)[27]
- Roberta Karina: Backing vocal (1997-2003)[28]
- Lobão: Teclados (1995-2006)[29]
- Carlinhos Papa-Léguas: Bateria (1995-2006)[30]
- Nil Bass Pimentel: Baixo (2006)
- Carline Oliveira: Backing vocal (2004-2008)
- Arnaldo DJ: Baixo (1995-2014)
- Fabiano Veras: Guitarra (2012-2014)
- Clodô: Percussão
- Lili Bolero: Saxofone e violão
- Maurício Guitar: Guitarra
- Toninho Bahia: Acordeão

## Discografia

### Álbuns de estúdio
| Ano  | Título                 |
| ---- | ---------------------- |
| 1994 | Talismã                |
| 1995 | Limão com Mel, Vol. 2  |
| 1996 | Limão com Mel, Vol. 3  |
| 1998 | Toda Sua               |
| 1999 | De Coração pra Coração |
| 2000 | Sem Amor Não Dá        |
| 2002 | Toma Conta de Mim      |
| 2004 | E Tome Amor            |
| 2005 | Um Amor de Novela      |
| 2006 | Paixão Vezes Paixão    |
| 2007 | O Espetáculo           |
| 2008 | Amor Sertanejo         |
| 2009 | Vou Gritar Que Te Amo  |
| 2010 | Incondicionalmente     |
| 2012 | As Mais Belas Versões  |
| 2012 | Faz um Coração         |
| 2015 | Amando Mais Uma Vez    |
| 2016 | Eu Vou Querer          |
| 2017 | Grande Truque          |
| 2021 | Estúdio Limão          |

### Álbuns ao vivo
| Ano  | Título                                    |
| ---- | ----------------------------------------- |
| 1999 | Limão com Mel - Ao Vivo                   |
| 2001 | Limão com Mel - Minha História Ao Vivo II |
| 2003 | Limão com Mel - Um Acústico Diferente     |
| 2004 | Limão com Mel - Uma Canção de Amor        |
| 2005 | Um Amor de Novela no Olympia              |
| 2006 | Acústico In Concert                       |
| 2008 | O Espetáculo - Ao Vivo                    |
| 2009 | 15 Anos de Carreira - Ao Vivo             |
| 2011 | Um Show De Emoções                        |
| 2013 | Ao Vivo - Teresina                        |
| 2018 | Tour 25 Anos                              |
| 2022 | Pra Sempre Limão - Ao Vivo                |
| 2023 | Playlist - Ao Vivo                        |

### Coletâneas
| Ano  | Título                       |
| ---- | ---------------------------- |
| 2004 | Puro Limão com Mel - 10 Anos |
| 2006 | Só As Melhores               |